# Джон Ділл
Сер Джон Грір Ділл (англ. John Greer Dill; 25 грудня 1881, Лурган, Північна Ірландія — 4 листопада 1944, Бетесда, Меріленд) — британський воєначальник, фельдмаршал (1941), учасник Другої англо-бурської, Першої та Другої світових війн.
Військова кар'єра
- 8 травня 1901 — другий лейтенант
- 27 травня 1903 — тимчасове звання лейтенант
- 12 липня 1911 — капітан
- 8 травня 1916 — майор
- 1 січня 1917 — тимчасове звання підполковник
- 26 березня 1918 — підполковник
- 10 серпня 1920 — полковник
- 1 червня 1928 — бригадир
- 11 грудня 1930 — майор-генерал
- 13 квітня 1936 — лейтенант-генерал
- 1 жовтня 1939 — генерал
- 18 листопада 1941 — фельдмаршал

## Біографія
Джон Грір Ділл народився 25 грудня 1881 року в Лургані, графство Арма, Північна Ірландія, в родині менеджера місцевого банку. З дитинства мріяв про військову службу. Закінчив методистський коледж Белфаста, Челтенхемський коледж та Королівський військовий коледж у Сандгерсті.
8 травня 1901 року Джон Ділл був прийнятий другим лейтенантом до 1-го батальйону Ленстерського полку, що дислокувався в Биррі, та незабаром відбув разом з підрозділом до Південної Африки для участі у бойових діях Другої англо-бурської війни. У червні 1902 року після закінчення війни Ділл покинув Кейптаун разом з іншими військовими свого батальйону і прибув до Саутгемптона, звідки їх відправили до Фермоя. 15 серпня 1906 року Ділл був призначений полковим ад'ютантом. 1 лютого 1913 року він був відряджений на навчання до штабного коледжу в Камберлі, і перебував на курсах підготовки, коли почалася Перша світова війна.
Після нетривалого періоду служби в штабі Південного командування він став начальником штабу 25-ї бригади, 8-ї дивізії, що билася на Західному фронті у Франції. Брав участь у боях за Нев-Шапель, за що був удостоєний ордена «За видатні заслуги». Протягом 1916 року він служив у штабі 55-ї дивізії та Канадському корпусі, до того, як його в січні 1917 року підвищили в підполковники та призначили начальником штабу 37-ї дивізії.
У жовтні того ж року Ділл був переведений до Генерального штабу. З весни 1918 року він очолював оперативне управління при головному штабі, зарекомендувавши себе виключно з позитивного боку, особливо з огляду на звільнення багатьох старших офіцерів штабу фельдмаршала сер Дугласа Гейґа через незадовільні результати битви при Камбре. Війну він завершив у тимчасовому званні бригадного генерала і вісім разів був згаданий у вищих наказах. Також Ділл був удостоєний багатьох орденів та медалей країн-союзників.
Після війни продовжував службу, здобувши репутацію обдарованого армійського інструктора. З 1929 року проходив службу в Індії, а в 1930 році отримав звання генерал-майора, перш ніж повернутися до Англії на посаду коменданта штабного коледжу в Камберлі, а потім на посаду директора з військових операцій та розвідки у Воєнному офісі британської армії. На цій посаді перебував до 1 вересня 1936 року.
8 вересня 1936 року після нетривалого періоду служби в Генеральному штабі Ділл був відправлений до Палестини під час арабського повстання, де він став командувачем британськими військами у Палестині. Потім він був призначений командувачем Олдершотського командування. Того ж року генерал Ділл розглядався на посаду начальника Імперського Генерального штабу, але програв лорду Ґорту, молодшому майже на п'ять років.
Після початку Другої світової війни Ділл сподівався на призначення головнокомандувачем британськими експедиційними силами, але посада знову очолив Ґорт. Вакансію начальника Імперського генерального штабу посів сер Едмунд Айронсайд, 3 вересня 1939 року Ділла в кінцевому підсумку призначили на посаду командира I корпусу, що вирушав у Францію.
У квітні 1940 року генерал Ділл повернувся до Великої Британії, де був призначений заступником начальника Імперського генерального штабу. 27 травня 1940 року, після того, як Чемберлена замінив Черчилль, Ділл замінив Айронсайда на посаду начальника Генштабу.
18 листопада 1941 року Джон Ділл отримав найвище військове звання фельдмаршал. Однак, на цей час стало зрозуміло, що він та Черчилль не можуть співпрацювати разом. Ділл здобув репутацію людини позбавленої жвавого уявлення, скептично налаштований та обструкціоніст. Отже, наприкінці 1941 року прем'єр-міністр відправив фельдмаршала у почесне заслання до Вашингтону як свого особистого представника, де він став начальником британської групи при Об'єднаній штабній місії. На цьому місці Ділл виявив неабияке почуття як військовий дипломат. Він брав участь майже в усіх міжнародних конференціях вищого керівного складу союзників, зокрема у Квебецькій, Касабланській, Тегеранській конференціях, а також у зустрічах в Індії, Китаї та Бразилії.
4 листопада 1944 року британський фельдмаршал Джон Ділл помер після довготривалої хвороби від апластичної анемії у військовому медичному центрі американської армії імені Волтера Ріда, в місті Бетесда, штату Меріленд.